# Weinmannia glomerata
Weinmannia glomerata är en tvåhjärtbladig växtart som beskrevs av Presl. Weinmannia glomerata ingår i släktet Weinmannia och familjen Cunoniaceae. Inga underarter finns listade i Catalogue of Life.